# 噶哈巫語

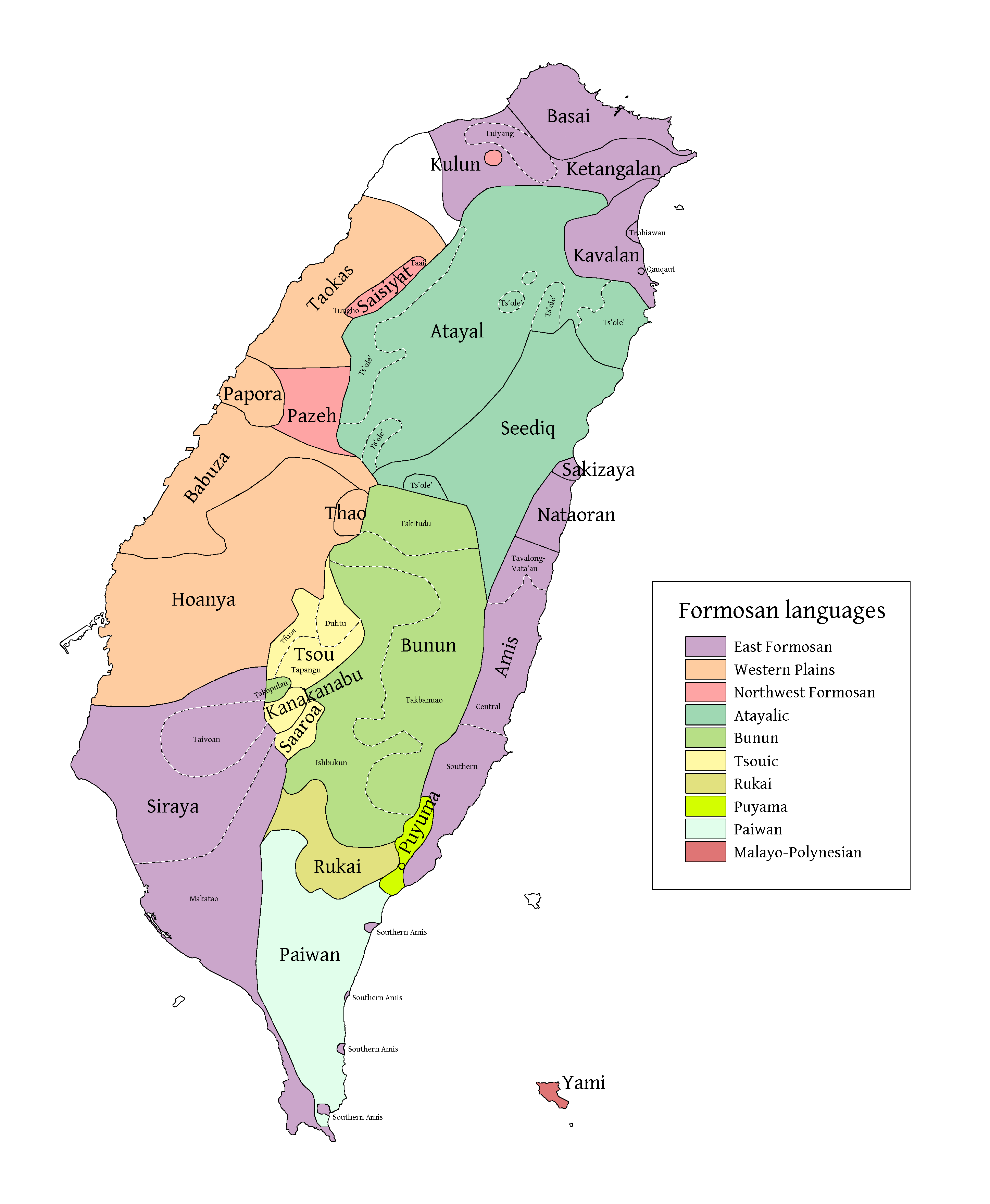
漢人遷台之前的台灣南島語言分布圖(按 Blust, 1999).東台灣"蘭嶼島(深紅色)表示為使用馬來-玻里尼西亞語族巴丹語群達悟語的區域.

噶哈巫語（Kaxabu a ahan）為台灣平地原住民族噶哈巫族人所使用的語言，屬於臺灣原住民族的語言之一種，屬於原始南島語系的次語群。亦歸類為北台灣南島語族，和泰雅語（Atayal）同列、與賽夏語（Saisiyat）並列。與巴宰語屬同語種。

## 與巴宰語的關係
一般學者將其歸於西北台灣南島語族巴宰語之下，兩者高度接近且可互通，在文法上彼此相近，且同源詞也有完整的對應關係，僅在語音與詞彙表達上僅有微異，比如：巴宰語有R音 "r"；而噶哈巫語中會省略，或改用邊音 "l" 替代。詞彙上大抵類同，但句型結構上仍有分野。二者關系類似於有如賽德克語與太魯閣語之別。

## 族語與族群發展
當代噶哈巫族分佈於南投縣埔里鎮的眉溪兩岸，地理位置上噶哈巫族夾在漢人與高山原住民族的之間，亦如邵族人一樣，語言文化部分台灣福佬人影響，儘管如此依舊保有自己的傳統文化與語言。受到主流漢文化影響，目前噶哈巫族多半使用福佬語為主要與他者溝通的語言，許多長老們相聚時還是使用噶哈巫語，但即使是能流利說母語的長者，面對外人訪問時，仍謙遜地表示自己不會說母語。對他們而言，至今仍無法忘懷被歧視的經歷。因此普遍被認為已經沒人會說噶哈巫語（實際上仍有不少耆老能以母語對談）。由於噶哈巫族尚未被政府承認為台灣原住民，這些寶貴的語言及文化正快速的流失中。

### 族語發展
噶哈巫族長老南投埔里守城眉溪四庄Tun Kunay(潘永歷/潘郡乃(Kunay)之子)除平時在守城一帶務農外，也協助「噶哈巫語種子師資班」的教學。他亦參予過編纂《國民中小學九年一貫課程語文學習領域 原住民語》，其中協助纂編《噶哈巫語學習手冊第(1-9)階》。潘先生日常生活（2009年）亦用噶哈巫語與同族其他長老交談。此外曾在2002年5月18日，在南投縣埔里鎮已正式成立「南投縣噶哈巫文教協會」。另有教育部與行政院原住民族委員會發行，政治大學原住民族語言教育文化研究中心主編所發行之原住民語教科書〈國民中小學九年一貫課程語文學習領域 原住民語〉系列，中有噶哈巫語學習手冊第(1-9)階教科書。

### 族語現況
族語人口確切人數還有待進一步研究，目前尚未有針對族語人口的調查。保留族語的耆老歸因於中華民國政府早期政策的影響，加上族語人口因時間流逝而流失，所以生活中除了族語外，大體上是以臺語(閩南語)為主要生活會話用語。噶哈巫族四個聚落中(守城、蜈蚣崙、大湳、牛眠山)，守城族語保存的狀態最為完整。

### 族群認定
至2021年3月底，噶哈巫族與噶哈巫語還不是中華民國政府承認的原住民族與原住民語言。

## 語音系統
噶哈巫語的音系之音位大都使用適當的Unicode符號來標示。在台灣南島語的書寫系統的訂定上，元輔音之音系表原則上都是先「發音部位」(橫列)、後「發音方法」(縱列)、再考量「清濁音」，來訂定其音系之音位架構。 而在語音的表達上一般參考噶哈巫語音系。

## 文法架構
在文法的分類上台灣南島語並不同於一般的分析語或其它综合语裡的動詞、名詞、形容詞、介詞和副詞等之基本詞類分類。比如台灣南島語裡普遍沒有副詞，而副詞的概念一般以動詞方式呈現、可稱之為「副動詞」，類之於俄语裡的副動詞。 噶哈巫語文法分類是將基礎的文法之詞類、詞綴、字詞結構及分類法，對比分析語等之詞類分類法加以條析判別。 而在語詞的表達上以巴宰語作為一般通行參考。

## 外部連結
- 噶哈巫語教材(教育部--行政院原住民委員會)
- 噶哈巫 KAHABU（页面存档备份，存于）
- 南投縣政府文化局地方文化館 - 台灣打裡摺教育館[永久]
- 國立暨南大學打里摺文物數位典藏 - Content
- 岸裡尋根之旅-Pazeh探所[永久]
- 中央研究院民族所數位典藏
- 中央研究院南島語數位典藏
- 中央研究院語言學研究所
- 台灣南島語言的奧秘(影片)（页面存档备份，存于）
- 公共電視_知識的饗宴-第十九集 台灣南島語言的奧秘（页面存档备份，存于）
- 台灣原住民歷史語言文化大辭典網路版（页面存档备份，存于）
- David Crystal - Home Page（页面存档备份，存于）
- 噶哈巫語全球資訊網（页面存档备份，存于）
- 噶哈巫語--行政院原委會/族語教室
- YouTube上的噶哈巫與巴宰族之差異
- YouTube上的找回巴宰語